# Baldi e fieri
Baldi e fieri è un EP del gruppo musicale Banda Bassotti pubblicato nel 2004, periodo in cui il gruppo non compose nessun nuovo album bensì si concentrò a suonare in Europa e non solo i loro pezzi più famosi. Il CD contiene 2 tracce più un bonus track, una versione di "Sveglia".
Le tracce sono dedicate alle Brigate Autonome Livornesi, ultras politicamente schierati con la sinistra estrema.

## Tracce
1. Inno amaranto – 2:38
2. Fino all'ultimo bandito – 3:03
3. Sveglia (Bonus Track) – 3:43

## Formazione
- Angelo "Sigaro" Conti - chitarra, voce
- Gian Paolo "Picchio" Picchiami - voce
- Fabio "Scopa" Santarelli - chitarra e cori
- Peppe - batteria
- Michele Frontino - basso
- Francesco "Sandokan" Antonozzi - trombone
- Stefano Cecchi - tromba
- Sandro Travarelli - tromba
- Maurizio Gregori - sassofono
- David Cacchione - manager
- Luca Fornasier- road manager - booking